# Baks (Hongrie)
Pour les articles homonymes, voir Baks.
Baks (hongrois : Baks [ˈbɒkʃ]) est une localité hongroise située dans le comitat de Csongrád-Csanád.

## Nom et attributs

### Toponymie
La commune de Baks a été constituée en 1947 sous son nom actuel. À l'emplacement de l'actuel village existait jadis une localité détruite lors de l'invasion mongole au XIIIe siècle, sans qu'aucun document ancien ne conserve de trace précise. Le toponyme « Paks » est attesté dès la première moitié du XVe siècle sous les formes « Pakos » et « Pakus ». Par évolution linguistique, « pakosi » est devenu « paks », avant de donner « baks » par altération phonétique.

## Site et localisation

### Topographie et hydrographie
Baks est situé sur la rive droite du Tisza, au sein du parc naturel protégé de Pusztaszer, à environ 35 kilomètres au nord de Szeged.

## Histoire
Le territoire de Baks est habité depuis la Préhistoire, comme en témoignent des bijoux en or vieux d'environ 3 400 ans découverts lors de travaux agricoles. Selon la chronique d'Anonymus, c'est dans la région voisine d'Ópusztaszer qu'Árpád et ses chefs décidèrent de l'organisation du royaume, ce qui suggère que le territoire actuel de Baks était déjà occupé par des membres du peuple magyar, sous l'autorité du chef Ond.
Pendant plusieurs siècles, une fortification en clayonnage protégé par des palissades se dressait à l'emplacement actuel du quartier de la berge de Baks. Le territoire demeura longtemps propriété royale, jusqu'à son don par le prince Gábor Bethlen à Zsigmond Kornis en 1621, après sa dévastation par les Ottomans.
Le repeuplement effectif ne débuta qu'au XIXe siècle, avec la construction de nouvelles habitations dépendant des villages voisins de Mindszent et de Tömörkény. De vastes plantations de vignes et de vergers furent créées, donnant au lieu son ancien nom de « Baksiszőlő » (littéralement « vignoble de Baks »).
La première école, baptisée plus tard « école II Ferenc Rákóczi », fut édifiée au XIXe siècle à l'initiative des réformes éducatives de József Eötvös. Cette école à classe unique prit ensuite le nom de Géza Halmos, l'un de ses enseignants emblématiques. Une seconde école, appelée école Petőfi, fonctionnait dans le domaine seigneurial de Baksimajor, assurant l'enseignement des huit classes primaires dans une seule salle. En 1925, la construction d'une troisième école, l'école Kossuth, permit l'accueil de davantage d'élèves ; elle devint par la suite connue sous le nom d'école Szilvási, en hommage à l'instituteur József Szilvási. Après la nationalisation des établissements scolaires, l'enseignement primaire général fut instauré en 1946.
En février 1945, un comité de répartition agraire fut constitué pour redistribuer les terres du domaine Pallavicini. Grâce à cette réforme, de nombreuses familles purent accéder à la propriété foncière et construire leur maison. La commune de Baks obtint son autonomie administrative le 1er août 1947.
À partir des années 1920, les conditions de transport commencèrent à s'améliorer. Si à l'origine Baks n'était relié à ses voisines que par une route carrossable en direction de Sövényháza et de Kistelek, d'autres axes furent progressivement aménagés. Les habitants participèrent massivement aux chantiers communautaires, notamment pour la construction de trottoirs dont la longueur cumulée dépasse aujourd'hui 20 kilomètres.
Un dispensaire médical fut construit en 1947, peu après l'indépendance de la commune, et agrandi par la suite. Dès cette époque, les habitants collectèrent fonds et main-d'œuvre pour la création d'une maison de santé, finalement inaugurée en 1987 avec une pharmacie.
Jusqu'en 1968, la commune ne possédait pas de structure destinée aux activités culturelles ou de divertissement. Les salles de classe de l'école Kossuth servaient alors de lieux d'accueil pour les bals, conférences, réunions politiques et représentations théâtrales amateurs. L'inauguration de la maison de la culture en décembre 1967 dota Baks d'un véritable équipement culturel, comprenant une grande salle avec scène et loges, permettant d'accueillir des spectacles musicaux et dansants. À partir des années 1980, la salle fut exploitée en partie comme cinéma par la société cinématographique du comitat de Csongrád, et la bibliothèque municipale y trouva également place.
Après le changement de régime en 1990, les conseils municipaux cédèrent la place aux nouvelles municipalités élues. Lors des premières élections locales, l'ancien président du conseil communal fut élu maire.

## Population

### Minorités culturelles et religieuses
Selon le recensement de 2001, 90 % de la population de Baks se déclarait hongroise et 10 % d'origine rom (tsigane).
Lors du recensement de 2011, 91,7 % des habitants se déclaraient hongrois, 16,3 % roms, 0,3 % roumains et 0,2 % slovaques (8,1 % n'ayant pas répondu ; en raison des identités multiples, la somme des pourcentages peut dépasser 100 %). La répartition religieuse était alors la suivante : 65,7 % de catholiques romains, 0,9 % de réformés, 0,2 % de luthériens, 14,5 % de sans religion, tandis que 17,6 % des habitants n'ont pas souhaité indiquer leur appartenance religieuse.
En 2022, 90,6 % des habitants se déclaraient hongrois, 16,6 % roms, 0,5 % roumains, 0,2 % bulgares, 0,2 % serbes, 0,1 % slovaques et 1,5 % d'une autre nationalité étrangère (9,4 % n'ayant pas répondu ; les identités multiples pouvant entraîner un total supérieur à 100 %). Sur le plan religieux, 39,2 % des habitants se déclaraient catholiques romains, 1,1 % réformés, 0,2 % catholiques grecs, 0,1 % luthériens, 0,1 % orthodoxes, 0,1 % juifs, 1,6 % appartenant à d'autres confessions chrétiennes, 1,8 % à d'autres courants catholiques, tandis que 20,7 % se déclaraient sans religion et que 35,1 % n'ont pas répondu.

## Équipements

### Réseaux extra-urbains
Le territoire administratif de Baks est traversé par la route 4519, qui relie Szeged à Csongrád ; il s'agit de l'axe principal pour atteindre le village depuis ces deux villes. Baks est également relié à Mindszent, situé de l'autre côté du Tisza, par la route 4522. À l'intérieur du village, la circulation principale s'organise autour de la route 45127, orientée nord-sud, qui commence à la jonction avec les routes précédemment citées et se termine au nord du centre, dans le quartier de Máriatelep.

## Économie
La décennie 1990 vit une forte augmentation du nombre d'entreprises privées, notamment dans le commerce : on en recensait plus de quarante dès les premières années, et plus de soixante en 1998. De nombreux agriculteurs, confrontés au chômage, se tournèrent vers la petite production agricole. Actuellement, environ 360 exploitants individuels sont enregistrés.
L'activité touristique se développa également avec la création du Park Fogadó, une auberge pouvant accueillir 150 personnes. En 1993, une station-service fut mise en service à la limite du village.
Depuis 1990, les travaux d'aménagement routier se poursuivent, accompagnés de projets de modernisation des infrastructures communales : création de parcs, construction d'une aire de jeux conforme aux normes européennes, et rénovation de bâtiments publics grâce aux financements européens.

## La localité dans les représentations
Levelény, aujourd'hui rattaché à Baks mais autrefois localité indépendante, sert de cadre à la nouvelle « La colère du pasteur » (« Tiszteletes úr haragja ») de Ferenc Móra, publiée dans le recueil Göröngykeresés.